# Thomas Forrest
Thomas Forrest est un explorateur et navigateur britannique. Né à Édimbourg en 1729, il est décédé en 1801 à Fort Marlborough (Sumatra).

## Biographie
Aspirant dans la Royal Navy (1745), il devient employé de la East India Company dès 1753. En 1770, il participe à la fondation de Balambangan puis, de 1774 à 1776, explore l'Indonésie pour la EIC. En 1782, il est employé par Warren Hastings dans une mission d'espionnage de la flotte française. La même année, il part explorer les eaux aux alentours des îles Andaman, îles dont il étudie les côtes en 1790 et y donne son nom à un détroit.
En 1792, il surveille ensuite Mergui et le sud du golfe du Bengale.

## Œuvres
- A Voyage to New Guinea and the Moluccas from Balambangan … during the years 1774–5–6 (1779)
- A Treatise on the Monsoons in East India (1783)
- A Journal of the Esther Brig, Capt. Thomas Forrest, from Bengal to Quedah (publié par Alexander Dalrymple en 1789 aux frais de la EIC)
- A Voyage from Calcutta to the Mergui Archipelago (1792)